# かんな (ストリッパー)
かんな（1983年2月19日 - ）は、神奈川県出身のストリッパー。川崎ロック座所属。血液型：O型 、身長：157cm 、スリーサイズ：B85・W57・H83。
2005年7月1日ストリップ浜劇にてデビュー。

## 出演作品
- 踊るメコアナ（イーネット・フロンティア）